# Anthony Downs
 (octobre 2009).
Si vous disposez d'ouvrages ou d'articles de référence ou si vous connaissez des sites web de qualité traitant du thème abordé ici, merci de compléter l'article en donnant les références utiles à sa vérifiabilité et en les liant à la section « Notes et références ».
Pour les articles homonymes, voir Downs.
Anthony Downs, né le 21 novembre 1930 à Evanston et mort le 2 octobre 2021, est un politologue et économiste américain. Il a développé le concept d'ignorance rationnelle dans son ouvrage An Economic Theory of Democracy publié en 1957.

## Théories
Anthony Downs fait partie de l'école du Public Choice, qui s'est notamment intéressé à la politique d'un point de vue rationnel. Il a élaboré un cadre de compétition, la "compétition downsienne", qui s'inspire des théories de Duncan Black afin de poser un cadre théorique aux réflexions sur la politique et les calculs des électeurs.
Ce modèle se décrit comme suit : 
- Il y a deux partis politiques seulement
- L'unique objectif de chaque parti est de gagner l'élection
- Chaque parti propose une politique dans ce but
- Les électeurs évaluent les politiques, indépendamment du parti qui les propose
- Les partis connaissent les préférences des électeurs
- Chaque électeur vote pour le parti qui a fait la proposition qui lui convient le plus, ou tire au sort s'il est indifférent
- Le parti obtenant le plus de voix est élu[4]
- Le parti élu tient sa promesse.

## Publications
- (en) Anthony Downs, An Economic Theory of Democracy, Prentice Hall, 1957, 1re éd. (ISBN 978-0-06-041750-5)
  - En français, Une théorie économique de la démocratie, Université libre de Bruxelles, 2013,  (ISBN 978-2-8004-1508-6)